# Olav Schalin
Olav Daniel Schalin, född 21 maj 1894 i Nykarleby, död 13 augusti 1979 i Helsingfors, var en finländsk präst.
Schalin blev teologie doktor 1947. Han var på sin tid en av de ledande prästmännen i Borgå stift. Han inledde sin bana som adjunkt i S:ta Katarina församling i Petrograd 1917–1918 och var senare bland annat kaplan i Nykarleby 1922–1930 och i Pargas 1930–1947; domprost i Borgå svenska domkyrkoförsamling 1947–1962.
Han författade bland annat arbetet Kulturhistoriska studier till belysande av reformationens genomförande i Finland (2 band, 1946–1947).
Olav Schalin var bror till diplomingenjören Sigmund Schalin och trädgårdsarkitekten Bengt Schalin. Han var far till folktingssekreteraren Wilhelm Schalin.